# 杨茂元
杨茂元（1450年—1516年），字誌仁（志仁），號麟洲，浙江鄞县（今宁波）人，明朝政治人物，進士出身。

## 生平
禮部尚書楊守陳之子。成化七年（1471年）辛卯科浙江鄉試第五名舉人，成化十一年（1475年）登乙未科进士，授刑部主事，历任刑部郎中，成化二十三年（1487年）二月出為湖廣按察使副使，丁憂服闋，弘治六年（1493年）閏五月復除山东副使。弘治七年（1494年）治理黄河决口，因与中官对抗被弹劾，明孝宗下诏逮捕。当地百姓遮道訴節，乞求归还。朝议上，杨茂元坚持不跪，明孝宗大怒，置之入诏狱。当地百姓多次訴冤，加上言官论救，改为长沙府同知，之后謝病归还。之后科道、吏部多次举荐起復，孝宗皆不允。数年后，起用为安庆府知府，武宗继位，十八年（1505年）六月升广西右参政。正德四年（1509年）刘瑾派监察御史孫迪索贿不成，在五月被勒令致仕。刘瑾被诛杀后，五年九月起任为江西左參政，六年正月升云南右布政使，轉左布政，七年三月再以右副都御史担任贵州巡抚，八月改任南京都察院右副都御史，负责南京都察院事，八年九月官至南京兵部右侍郎，九年九月改刑部右侍郎，十一年八月卒。

## 家族
曾祖楊九疇。祖楊自懲，副使，贈编修。父楊守陳，侍講學士。母丁氏，封孺人。具庆下。弟茂貞、茂義、茂智、茂忠。